# Saint-Jean-des-Bois
Saint-Jean-des-Bois är en kommun i departementet Orne i regionen Normandie i nordvästra Frankrike. Kommunen ligger i kantonen Tinchebray som tillhör arrondissementet Argentan. År 2018 hade Saint-Jean-des-Bois 182 invånare.

## Befolkningsutveckling
Antalet invånare i kommunen Saint-Jean-des-Bois
| Referens: INSEE |